# Christian Barranger
Christian Barranger, né le 11 septembre 1968, est un scénariste et un dessinateur de bande dessinée français.

## Biographie
D'après Sud Ouest, Christian Barranger vient de Nérac ; il a fait ses études à Bordeaux et, pendant dix ans, il a pratiqué les percussions africaines. Il admire profondément Honoré de Balzac. Il a exercé comme « guide de musée, VRP, gardien, ouvrier non qualifié, percussionniste africain ».
Son premier récit est L'An neuf ; son premier album, Tante Lydie et Moi est publié en 2001. Son second album, Le Cas Girardon, parle d'une « mystérieuse statuette africaine qui porte malheur » et aborde les thèmes du harcèlement moral et de l'homosexualité.  
En 2011, il participe au "Resto-BD" organisé par l'association de la promotion de la lecture et de la bande dessinée, BDM 33. L'année suivante, Barranger anime des ateliers autour de la bande dessinée à Mérignac, à l'occasion de la Semaine interculturelle.

## Œuvre
- Le Chocolat magique, dessins de Bast, Le Cycliste, 2005  (ISBN 2-912249-81-3)

- L'An neuf, Le Cycliste, collection Comix, 2000  (ISBN 2-912249-27-9)
- Bar Brousse, Le Cycliste, collection Métro

1. Le mariage de Jeannot, 2007  (ISBN 978-2-35273-005-7)

- Le Bon, la vieille et les truands, dessins de Benoît Laffargue, Le Cycliste, collection Comix, 2004  (ISBN 2-912249-34-1)
- Le Cas Girardon, Le Cycliste, 2003  (ISBN 2-912249-54-6)[5].
- Retrouvailles à Cliff Island, Le Cycliste, 2005  (ISBN 2-912249-64-3)
- Tante Lydie et moi, scénario de Denis Bernatets, Le Cycliste, 2001  (ISBN 2-912249-44-9)